# Erhard Heinz
Erhard Heinz (30 avril 1924, Bautzen - 29 décembre 2017, Göttingen) est un mathématicien allemand connu pour ses travaux sur les équations aux dérivées partielles, en particulier l'équation de Monge-Ampère. Il travaille comme professeur à Stanford, Munich et de 1966 jusqu'à sa retraite en 1992 à l'Université de Göttingen.

## Biographie
Heinz obtient son doctorat en 1951 sous la direction de Franz Rellich à l'Université de Göttingen.
Ses travaux scientifiques les plus importants portent sur l'existence et la théorie de la régularité des systèmes d'équations aux dérivées partielles non linéaires, avec des applications à la géométrie différentielle et à la physique mathématique. Il obtient des résultats importants dans la théorie des surfaces à courbure moyenne imposée, en particulier des surfaces minimales, pour le problème d'encastrement de Weyl, et pour les systèmes de type Monge-Ampère.
En 1994, il reçoit la médaille Cantor. Il a Hans Wilhelm Alt, Wolf von Wahl, Willi Jäger, Helmut Werner, Reinhold Böhme, Friedrich Tomi et Friedrich Sauvigny comme doctorants.